# أليكس رودريغيز (لاعب كرة قدم أندوري)
أليكس رودريغيز (15 أكتوبر 1980 بأندورا لا فيلا في أندورا - ) هو لاعب كرة قدم أندوري في مركز الدفاع. شارك مع منتخب أندورا لكرة القدم. أما مع النوادي، فقد لعب مع سانت جوليا ونادي سانتا كولوما ونادي أندورا لكرة القدم.

## وصلات خارجية
- أليكس رودريغيز على موقع قاعدة بيانات كرة القدم.إي يو (الإنجليزية)
- أليكس رودريغيز على موقع ناشيونال فوتبول تيمز (الإنجليزية)
- أليكس رودريغيز على موقع Soccerway.com (الإنجليزية)
- أليكس رودريغيز على موقع عالم كرة القدم.نت (الإنجليزية)